# Padded Room
Padded Room è il quarto album del rapper statunitense Joe Budden, pubblicato nel 2009.
Su Metacritic ottiene un punteggio pari a 70/100.
| Recensione | Giudizio |
| ---------- | -------- |
| RapReviews | [ 2 ]    |
| Q          | [ 2 ]    |
| Prefix     | [ 2 ]    |
| PopMatters | [ 2 ]    |
| HipHopDX   | [ 3 ]    |
| IGN        | [ 4 ]    |
| XXL        | [ 5 ]    |

## Tracce
1. Now I Lay – 3:23 – Blastah Beatz
2. The Future (featuring The Game) – 3:46 – Fyu-chur
3. If I Gotta Go – 5:40 – The Klasix
4. Don't Make Me – 3:30 – Blastah Beatz
5. Blood on the Wall – 4:00 – MoSS
6. In My Sleep – 4:19 – The Klasix
7. Exxxes – 6:05 – The Klasix
8. I Couldn't Help It (featuring Emanny) – 6:05 – The Klasix
9. Adrenaline (featuring Drew Hudson and Junkyard Gang) – 4:42 – Dub B
10. Happy Holidays (featuring Emanny) – 3:56 – Qwan
11. Do Tell – 3:50 – Blastah Beatz
12. Angel in My Life – 3:32 – Blastah Beatz
13. Pray for Me – 5:01 – Versatile, Dilemma

Tracce bonus
1. Family Reunion (Remix) (featuring Fabolous, Ransom and Hitchcock) – 5:50 – Cousin Cole
2. All Of Me (Reprise) (featuring Emanny) – 8:27 – The Klasix

## Classifiche settimanali
| Classifica (2009)         | Posizione massima |
| ------------------------- | ----------------- |
| Stati Uniti               | 42                |
| US Digital Albums         | 12                |
| US Independent Albums     | 2                 |
| US Top Rap Albums         | 6                 |
| US Top R&B/Hip-Hop Albums | 21                |